# Basílica de Santa Maria sobre Minerva
A Basílica de Santa Maria sobre Minerva (em italiano: Santa Maria sopra Minerva) ou  é uma igreja titular, basílica menor e uma das principais igrejas dominicanas em Roma, Itália. Seu nome é uma referência à primeira igreja construída no local, diretamente sobre (em latim: supra) as ruínas ou fundações de um templo dedicado à deusa egípcia Ísis, incorretamente identificada com a deusa greco-romana Minerva.
A basílica está localizada na Piazza della Minerva, um quarteirão atrás do Panteão, no rione Pigna dentro do antigo distrito conhecido como Campo de Marte. O edifício atual e a disposição das estruturas vizinhas já é visível em detalhes no Mapa de Nolli de 1748.
Enquanto quase todas as outras igrejas medievais de Roma foram reformadas na época do barroco e tiveram suas estruturas góticas recobertas, Santa Maria escapou e é atualmente a única igreja gótica original da cidade. Escondido pela contida fachada renascentista, o interior gótico conta com uma abóbada arcada que foi pintada de azul, decorada com estrelas douradas e riscada por nervuras em vermelho brilhante numa restauração neogótica do século XIX.
A igreja e o convento vizinho serviram, por diversas vezes durante sua longa história, como quartel-general da Ordem dos Pregadores, que hoje em dia foi realocado para sua sede original no convento romano de Santa Sabina.
O cardeal-presbítero com o título cardinalício de Santa Maria sobre Minerva é D. António Marto, Cardeal da Diocese de Leiria-Fátima.

## História

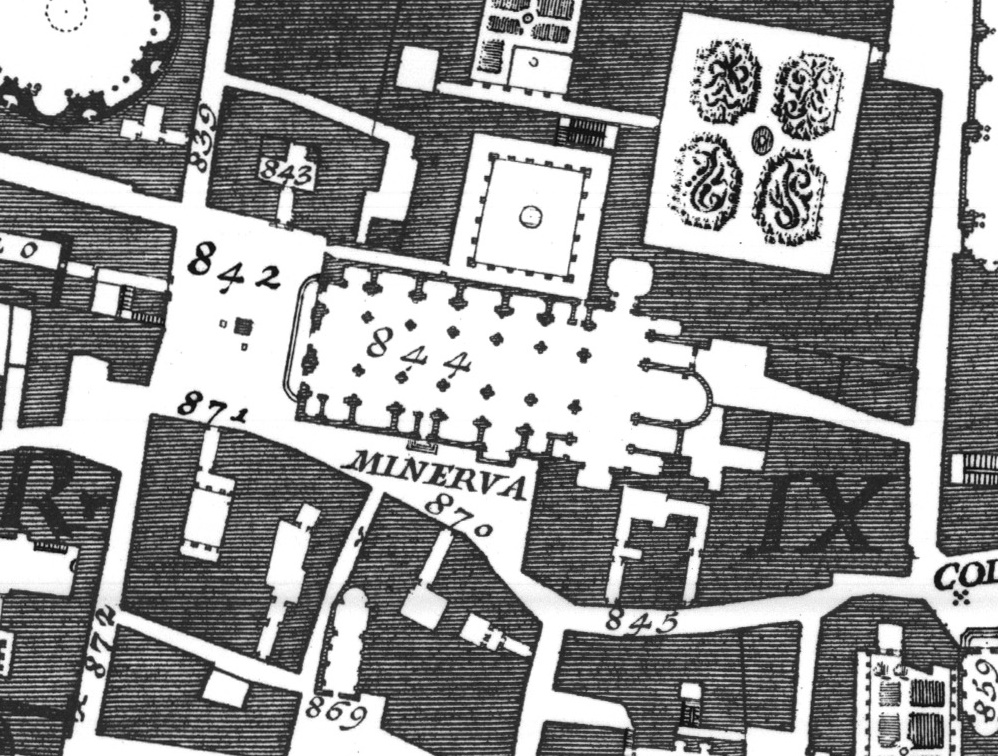
Mapa de Nolli com a planta da basílica e do convento

No período romano havia três templos na área da moderna basílica, do convento e na vizinhança: o Minérvio (Minervium), construído por Pompeu em honra à deusa Minerva por volta de 50 a.C. e chamado de Delubro de Minerva (em latim: Delubrum Minervae); o Iseu e o Serapeu de Roma. Detalhes sobre o templo de Minerva são desconhecidos, mas investigações recentes indicam que um pequeno templo circular ficava antigamente um pouco mais para o leste, na Piazza del Collegio Romano. Em 1665, um obelisco egípcio foi encontrado enterrado no jardim do claustro dominicano vizinho da igreja e diversos outros obeliscos menores foram depois encontrados na área, conhecidos coletivamente como "Obelisci Isei Campensis", todos provavelmente trazidos para Roma durante o século I e erigidos aos pares na entrada do templo de Ísis (vide Obeliscos em Roma).
O templo, já em ruínas, provavelmente ainda existia durante o pontificado do papa Zacarias (r. 741–752), que finalmente cristianizou o local e entregou-o para freiras basilianas de Constantinopla, que construíram ali um oratório dedicado à "Virgem do Minérvio", do qual nada restou.
Em 1255, o papa Alexandre IV (r. 1254–1261) estabeleceu ali uma comunidade de conversas. Uma década depois, a comunidade foi transferida para a igreja de San Pancrazio, o que abriu espaço para que os dominicanos fundassem no local um convento de frades e um studium conventuale. Apesar de já estarem ali desde 1266, os frades só tomaram posse da igreja em 1275 depois que Aldobradino Cavalcanti (m. 1279), vicarius urbis do papa Gregório X (r. 1271–1276) e ligado a São Tomás de Aquino, ratificou a doação de Santa Maria sopra Minerva aos dominicanos de Santa Sabina pelas irmãs de Santa Maria in Campo Marzio. O conjunto de edifícios que se formou à volta da igreja e do convento passou a ser conhecido como "insula sapientae" ou "insula dominicana" ("ilha de sabedoria" ou "ilha dominicana").
Os dominicanos começaram a construir o edifício gótico atual em 1280 tomando como base a igreja florentina de Santa Maria Novella. O projeto provavelmente foi realizado durante o pontificado do papa Nicolau III (r. 1277–1280) por dois frades dominicanos, Fra Sisto Fiorentino e Fra Ristoro da Campi. Com o patrocínio do papa Bonifácio VIII (r. 1294–1303) e dos fieis, a nave e os dois corredores foram completados ainda no século XIV.
Em 1453, a construção do interior foi terminada quando o cardeal Juan Torquemada ordenou que a nave fosse coberta por uma abóbada que reduziu a altura planejada da igreja. No mesmo ano, o conde Francesco Orsini patrocinou a construção de uma nova fachada. Porém, ela continuou incompleta até 1725, quando finalmente o papa Bento XIII (r. 1724–1730) ordenou que fosse terminada.
Na sacristia foram realizados dois conclaves. O primeiro, em março de 1431, elegeu o papa Eugênio IV; o segundo, em março de 1447, o papa Nicolau V. Santa Maria é uma igreja titular desde 1557 e o primeiro cardeal titular foi Michele Ghislieri. Eleito papa Pio V em 1566, elevou a igreja ao status de basílica menor no mesmo ano.
No século XVI, Giuliano da Sangallo alterou a área do coro e, em 1600, Carlo Maderno ampliou a abside, acrescentando elementos decorativos barrocos e criou a fachada atual, dividida em três seções por pilastras no estilo renascentista. Marcas nesta fachada, que remontam aos séculos XVI e XVII, marcam os níveis do rio Tibre em várias enchentes antigas.
Entre 1848 e 1855, Girolamo Bianchedi coordenou um importante programa de restauração que removeu a maior parte das decorações barrocas e cobriu as paredes brancas com afrescos neogóticos que deram ao interior a aparência que se vê hoje.
Os vitrais da basílica são quase todos do século XIX. Em 1909, o grande órgão foi instalado pela renomada empresa de Carlo Vegezzi Bossi. Ele foi restaurado em 1999.

### Convento estudium

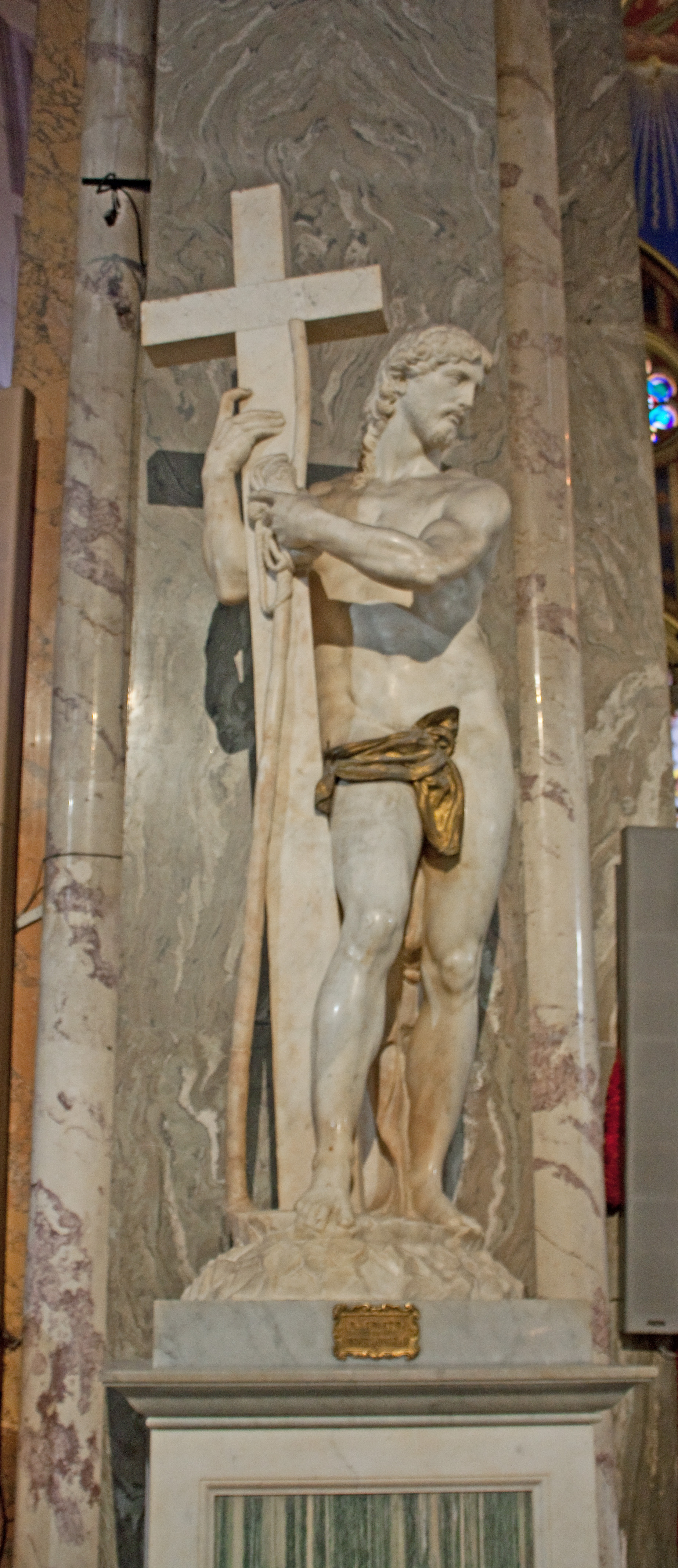
Cristo della Minerva, de Michelângelo, que fica do lado esquerda do altar-mor

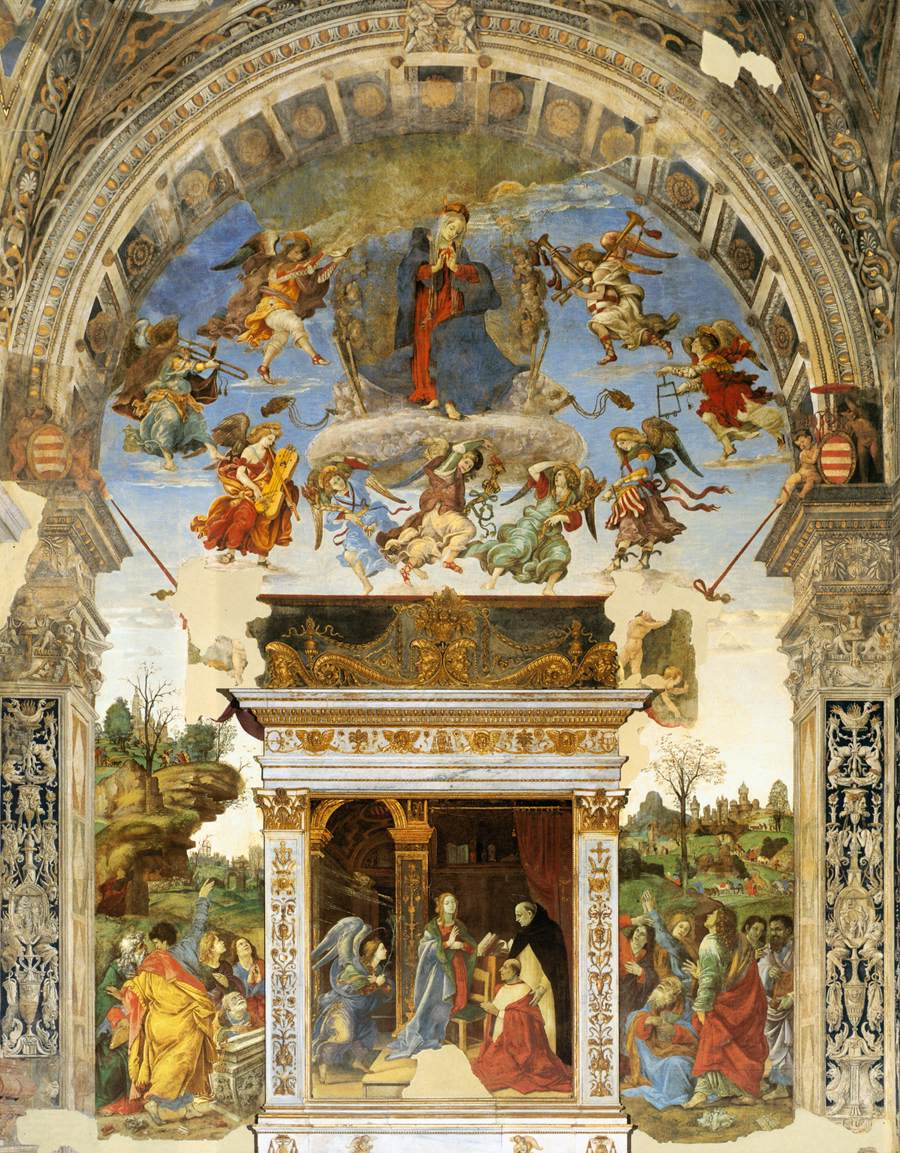
A famosa Capela Carafa, com afrescos de Filippino Lippi

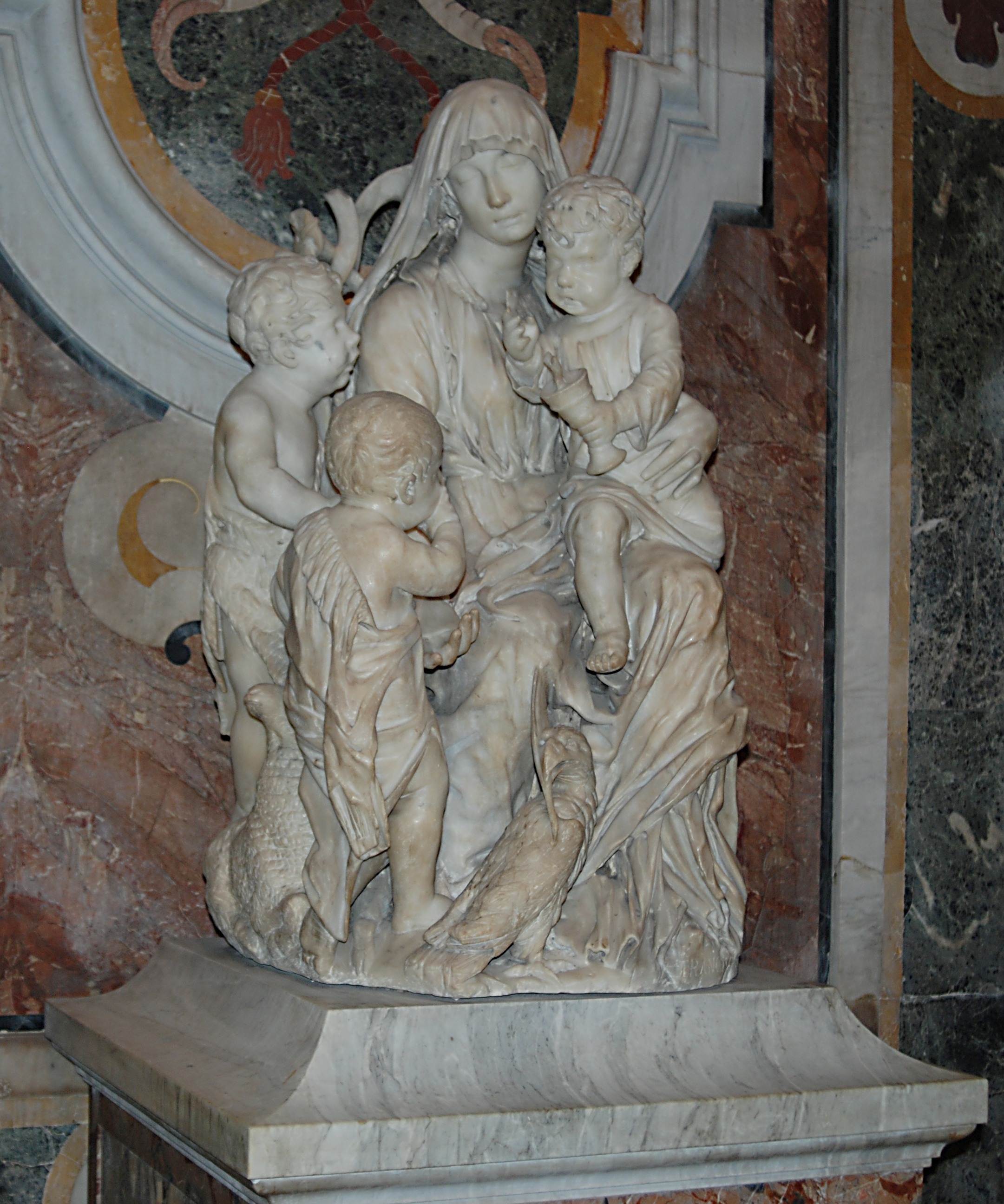
Madona com o Menino, São João Batista e São João Evangelista, de Francesco Grassia

Em 1288, o componente teológico do currículo provincial para educação dos frades foi realocado do studium provinciale da basílica romana de Santa Sabina para o studium conventuale de Santa Maria sopra Minerva, que passou a ser chamado de studium particularis theologiae. Muitas vezes durante os séculos seguintes este studium serviu como studium generale para a província romana da Ordem dos Pregadores.

### Universidade de São Tomás
No final do século XVI, o studim de Santa Maria passou por uma grande transformação. Tomás de Aquino, canonizado em 1323 pelo papa João XII, foi proclamado o quinto Doutor da Igreja latino pelo papa Pio V em 1567. Dez anos depois, para homenagear o grande doutor, o monsenhor espanhol Juan Solano, O.P, antigo bispo de Cuzco, no Peru, generosamente custeou a reorganização do studium nos moldes do Colegio de San Gregorio de Valladolid. O resultado da iniciativa de Solano, que novamente passaria por uma mudança estrutural pouco antes da morte de Solano em 1580, foi a Universidade de São Tomás (em latim: Collegium Divi Thomae) em Santa Maria sopra Minerva, a futura Pontifícia Universidade de São Tomás de Aquino (Angelicum). A universidade ocupou diversos edifícios do convento e ainda obrigou que novos fossem construídos. Na época, o convento passou por uma considerável reforma para acomodar a universidade e o claustro foi redesenhado para permitir que capelas laterais fossem acrescentadas à lateral norte da basílica. O Mapa de Nolli, de 1748, fornece boas informações sobre a disposição dos edifícios do complexo quando o convento de Santa Maria abrigava a universidade.
Em 14 de setembro de 1628, por decreto papal, o convento foi apontado como sede da Congregação do Santo Ofício, o local onde o tribunal da Inquisição romana, fundada pelo papa Paulo III em 1542, realizava suas reuniões secretas durante as quais as sentenças eram lidas. Foi numa sala do convento que, em 22 de junho de 1633, Galileu Galilei, depois de ser julgado por heresia, abjurou suas teses que defendiam as teorias de Copérnico (veja Caso Galileu).
No final do século XVIII e no início do século seguinte, a supressão das ordens religiosas interrompeu os trabalhos dos dominicanos e da Universidade de São Tomás. Durante a ocupação francesa (1797–1814), a universidade entrou em declínio e chegou a fechar entre 1810 e 1815, ano que os dominicanos readquiriram o controle do convento, apenas para serem novamente expropriados pelo governo italiano em 1870.
Em 1873, a universidade foi forçada a deixar o convento de Santa Maria definitivamente. Em 1932, estabeleceu-se no convento de Santi Domenico e Sisto e foi transformada, em 1963, na Pontifícia Universidade de São Tomás de Aquino. Posteriormente, os dominicanos receberam permissão para retornar para Santa Maria e retomaram parte do convento.

### Pulcino della Minerva
Em frente da igreja está um dos mais curiosos monumentos de Roma, o chamado Pulcino della Minerva, uma estátua projetado pelo escultor da época do barroco Gian Lorenzo Bernini (e executada pelo seu pupilo Ercole Ferrata em 1667) de um elefante servindo de base para um obelisco egípcio encontrado no jardim do convento dominicano. O mais baixo dos onze obeliscos egípcios em Roma, acredita-se que este seja um dos dois obeliscos de Sais, construídos entre 589 e 570 a.C. durante o reinado do faraó Apriés, da vigésima-sexta dinastia. Os dois foram trazidos para Roma pelo imperador romano Diocleciano (r. 284–305) para decorar o templo de Ísis que ficava nas redondezas.
A inspiração para a composição pouco usual veio do "Hypnerotomachia Poliphili" ("Sonho de Polífilo sobre a Luta do Amor"), uma novela do século XV escrita provavelmente por Francesco Colonna cujo personagem principal encontra um elefante feito de pedra carregando um obelisco. A gravura que ilustra o livro é bastante similar ao projeto de Bernini, inclusive a curiosa disposição do obelisco transpassando o corpo do elefante.
A aparência robusta da estrutura valeu-lhe o apelido popular de "Porcino" por um tempo, um nome que acabou, com o tempo, mudando para "Pulcino", o termo italiano para "pintinho", o que pode ser uma referência à relativa baixa estatura do obelisco ou uma obscura referência à maior obra de caridade dos dominicanos em assistência das jovens que precisavam de dotes, que desfilavam em procissão pela praça anualmente.

## Interior
Entre as mais importantes obras de arte da basílica estão a estátua "Cristo della Minerva" (1521), de Michelângelo, e o ciclo de afrescos do final do século XV (1488-93) na Capela Carafa, de Filippino Lippi. Estão ali também muitos monumentos funerários, incluindo os túmulos da doutora da Igreja Santa Catarina de Siena (1347–1380), que era da Ordem Terceira de São Domingos, e do frade dominicano João da Fiesole (Fra Giovanni da Fiesole, nascido Guido di Piero), melhor conhecido como beato Fra Angelico (c. 1395–1455).

### Capelas

#### Capela Carafa
A Capela Carafa, com seus afrescos do final do século XV (1488-93) de Filippino Lippi, foi encomendada pelo cardeal Oliviero Carafa em honra a São Tomás de Aquino. Duas cenas marianas estão representadas, uma "Anunciação" e uma "Assunção". Sobre o altar, está "São Tomás apresentando o cardeal Carafa à Virgem Maria" e, na parede direita, "Glória de São Tomás". A capela foi inaugurada em 1493 e ficou conhecida também como "Capela de São Tomás", cujas relíquias ficaram preservadas ali até 1511, quando foram levadas para Nápoles. Projetada por Pirro Ligorio em 1559, o túmulo de Gian Pietro Carafa, eleito papa Paulo IV em 1555, está também nesta capela.

#### Capela Capranica
Conhecida também como "Capela do Rosário". O teto em estuque é de 1573, obra de Marcello Venusti. Abriga o túmulo do cardeal Domenico Capranica, de Andrea Bregno.

#### Capela Aldobrandini
A capela Aldobrandini foi projetada por Giacomo della Porta, completada por Carlo Maderno (depois de 1602) e consagrada em 1611. A tela representando a "Instituição da Eucaristia" (1594) é de Federico Fiori. O monumento aos pais do papa Clemente VIII, Salvestro Aldobrandini e Luisa Dati, é também de Giacomo della Porta. A primeira Irmandade do Santíssimo Sacramento a ser aprovada pela Santa Sé foi fundada nesta capela e teve como um de seus primeiros membros Santo Inácio de Loyola.

#### Capela de Raimundo de Penaforte
A capela dedicada a São Raimundo de Penaforte abriga o túmulo do cardeal Juan Díaz de Coca, de Andrea Bregno. O afresco no teto, "Jesus como Juiz entre Dois Anjos", é de Melozzo da Forlì.

### Outras obras importantes
- O famoso Cristo della Minerva, chamado também de "Cristo Redentor" ou "Cristo Carregando a Cruz", uma escultura de mármore de Michelângelo terminada em 1521, está localizada à esquerda do altar-mor.
- "Anunciação" (1485), de Antoniazzo Romano, que mostra o cardeal Juan de Torquemada, O.P, presenteando jovens garotas que receberam um dote da "Guilda da Anunciação da Virgem". O cardeal está sepultado nas proximidades.

## Sepultamentos
Santa Catarina de Siena está enterrada em Santa Maria sopra Minerva (sua cabeça está em San Domenico em Siena). A sala onde ela morreu em 1380 foi reconstruída por Antonio Barberini em 1637 atrás da sacristia, o primeiro exemplo de um ambiente interior totalmente transplantado para outro local e o progenitor das famosas "salas de época" dos museus dos séculos XIX e XX. Infelizmente, porém, os afrescos de Antoniazzo Romano que antes decoravam as paredes se perderam.
O famoso pintor do início do Renascimento, Fra Angelico, morreu no convento vizinho e foi sepultado na igreja num túmulo de Isaia da Pisa (1455). Os papas Urbano VII, Paulo IV e os papas Médici, Leão X e Clemente VII (cujos túmulos são obras de Antonio da Sangallo, o Jovem) também estão sepultados na basílica.
Antes da construção de San Giovanni dei Fiorentini, Santa Maria era a igreja dos florentinos em Roma e, por isto, abriga diversos túmulos de prelados, nobres e cidadãos de Florença. Curiosamente, Diotisalvi Neroni, o refugiado que participou do complô contra Pedro de Cosme de Médici, foi sepultado na igreja em 1482 e recebeu, depois, a companhia de outros membros de sua família.
Também estão sepultados na basílica o canonista do século XIII Guillaume Durand; o cardeal-sobrinho do papa Nicolau III Latino Malabranca Orsini; Michel Mazarin, bispo de Aix e irmão do cardeal Jules Mazarin; o bispo filósofo Jorge de Trebizonda; dois teóricos e práticos renascentistas, Filarete (arquitetura) e Mariano Santo (cirurgia); e Guillaume Durand, o Velho, num túmulo de Giovanni di Cosma (1296).
Finalmente, estão em Santa Maria o famoso Memorial a Maria Raggi, de Bernini (entre 1647 e 1653), e o túmulo de Francesco Tornabuoni (1480), uma das melhoras obras de Mino da Fiesole.
Ver Sepultados na Basílica de Santa Maria sobre Minerva

Imagens da igreja
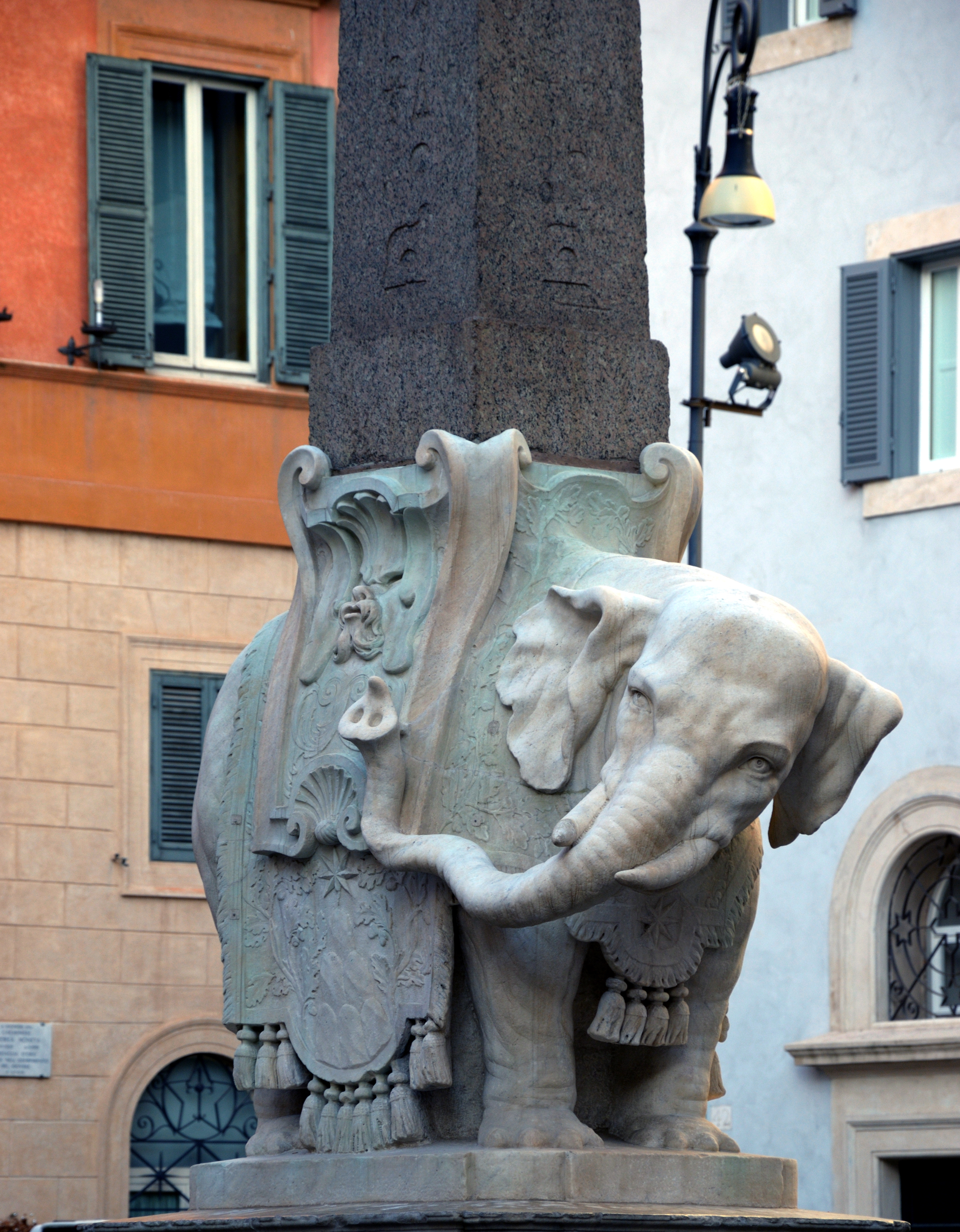
Detalhe do Obelisco do elefante, de Bernini, em frente à basílica
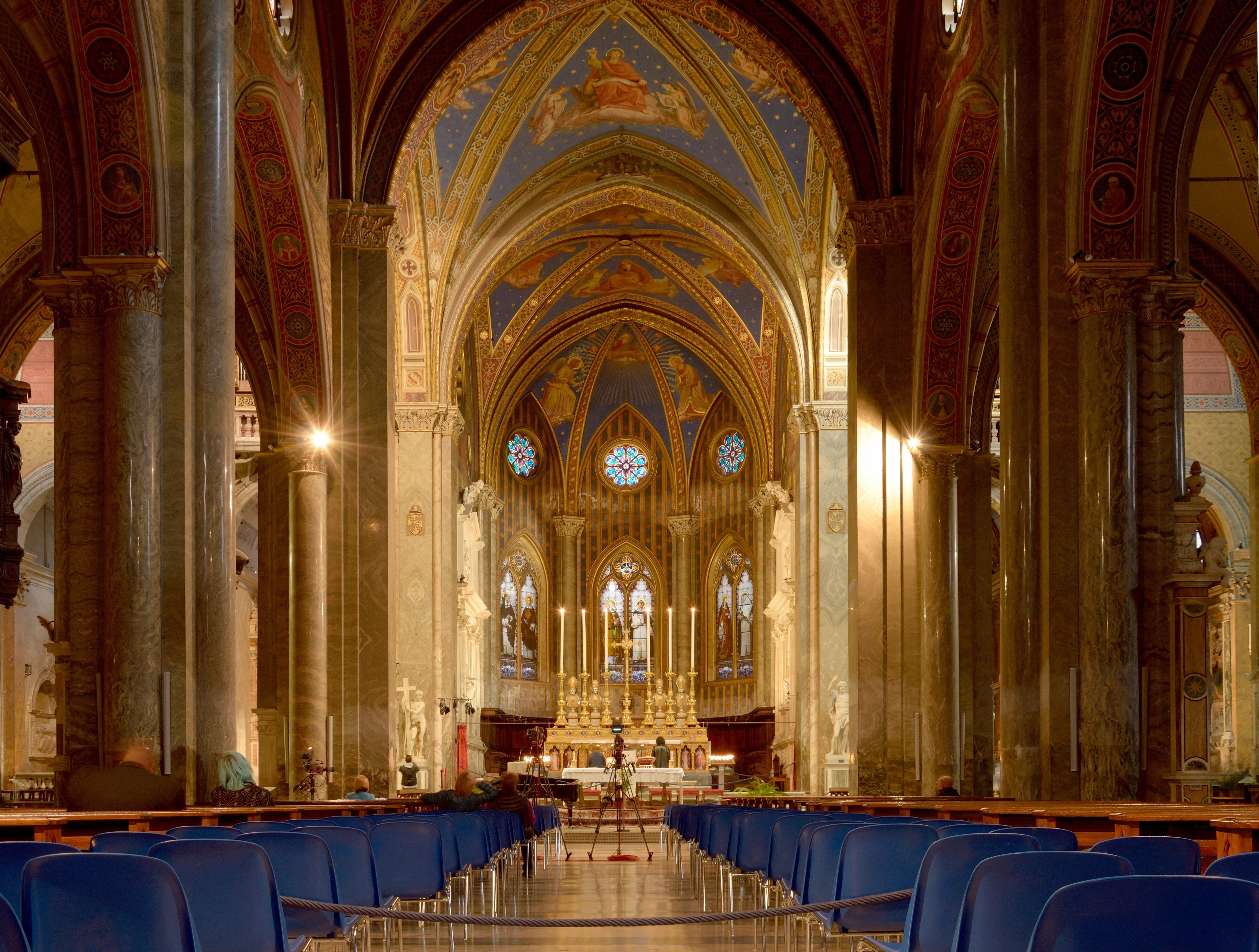
Vista do interior gótico da basílica
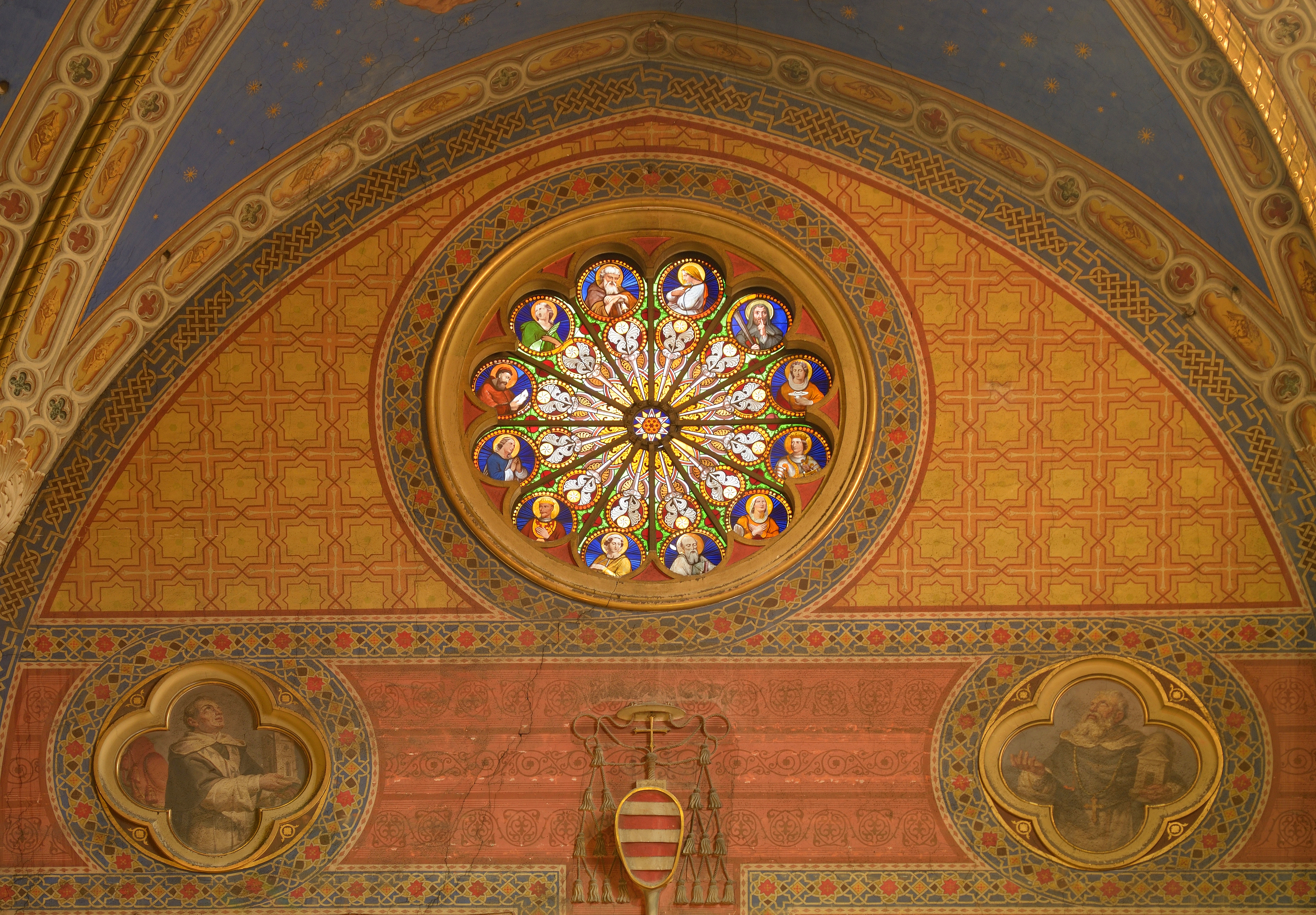
Rosácea
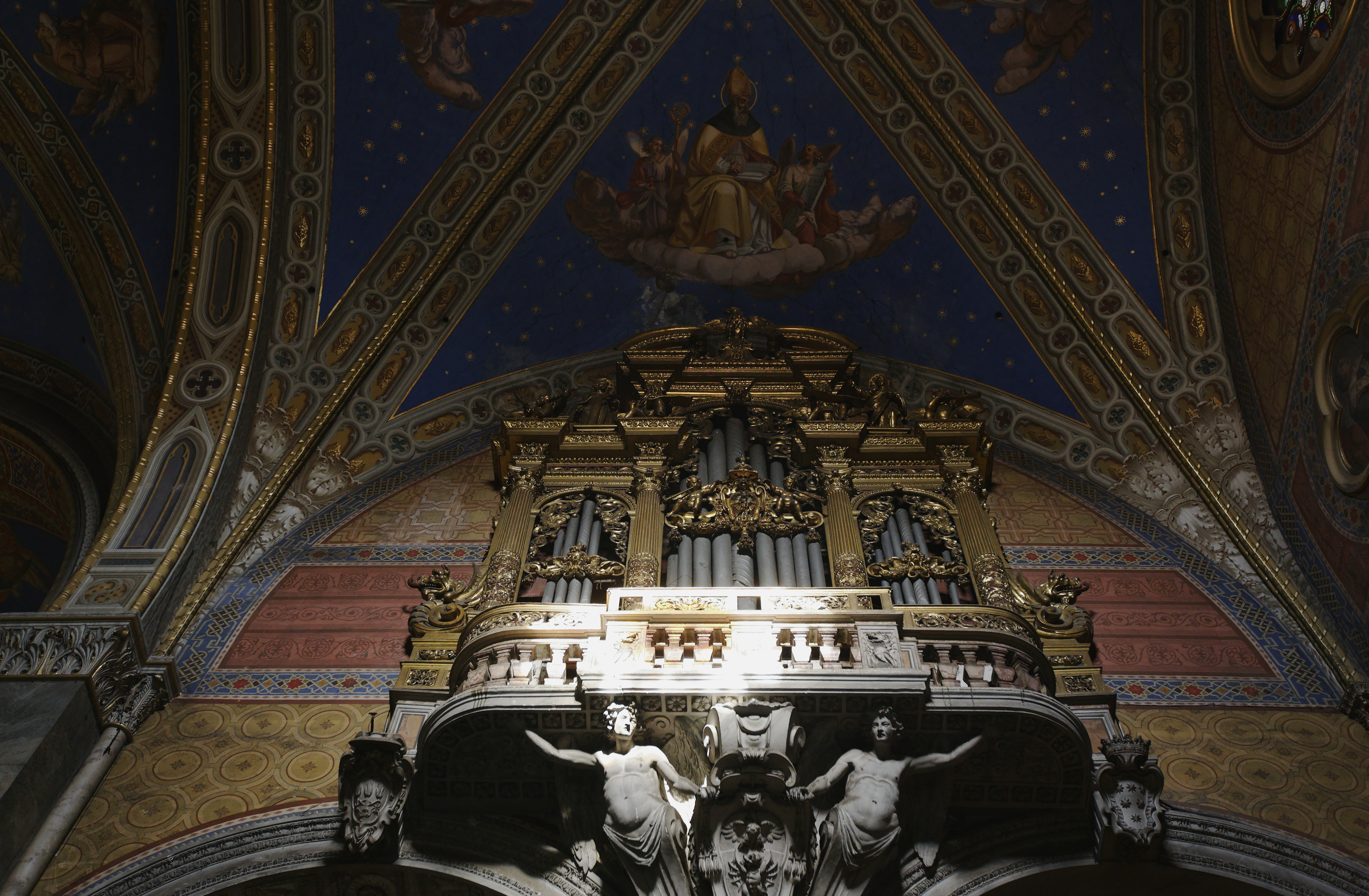
Órgão do século XIX
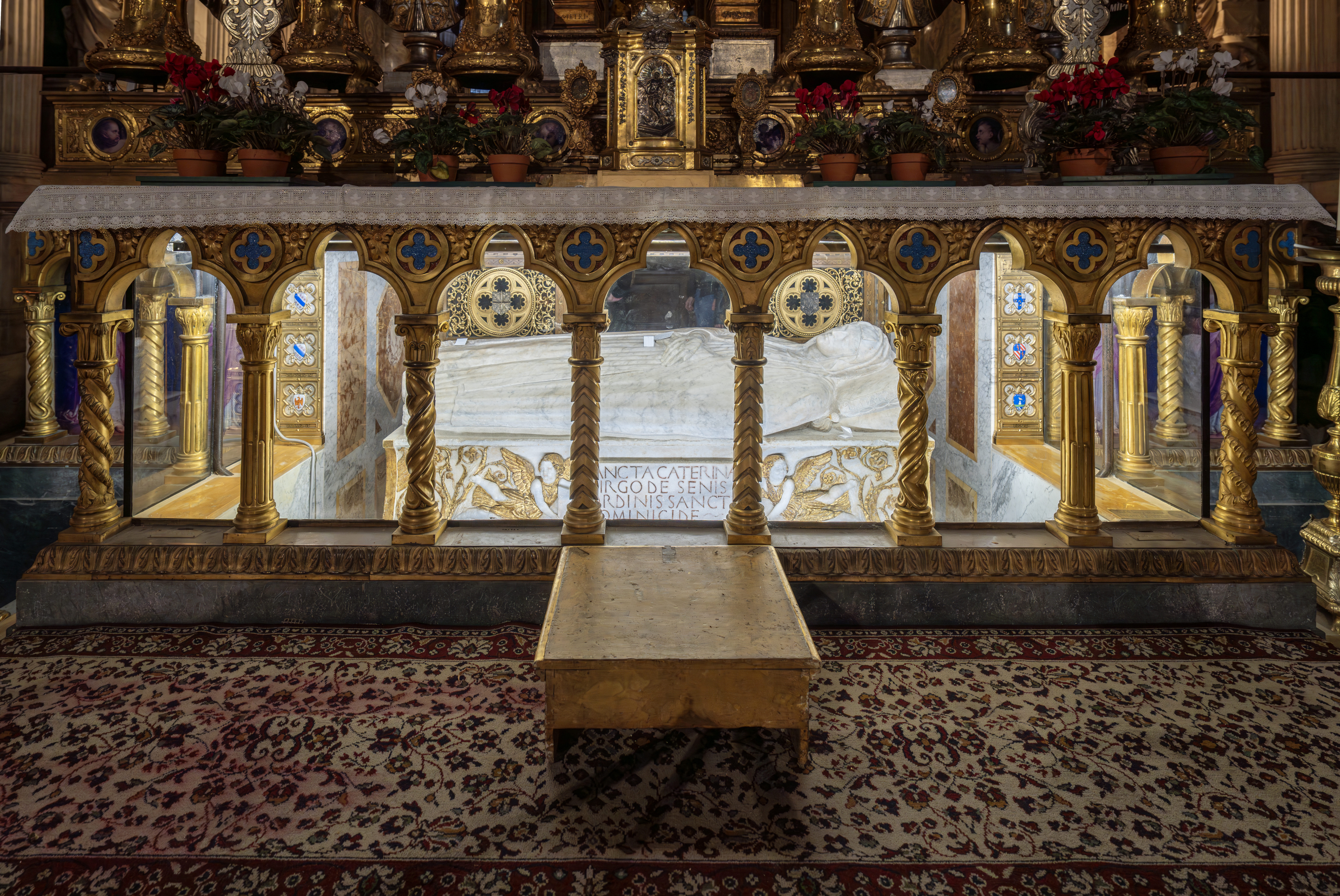
Túmulo de Santa Catarina de Siena, doutora da Igreja